# Fuchslöffelente

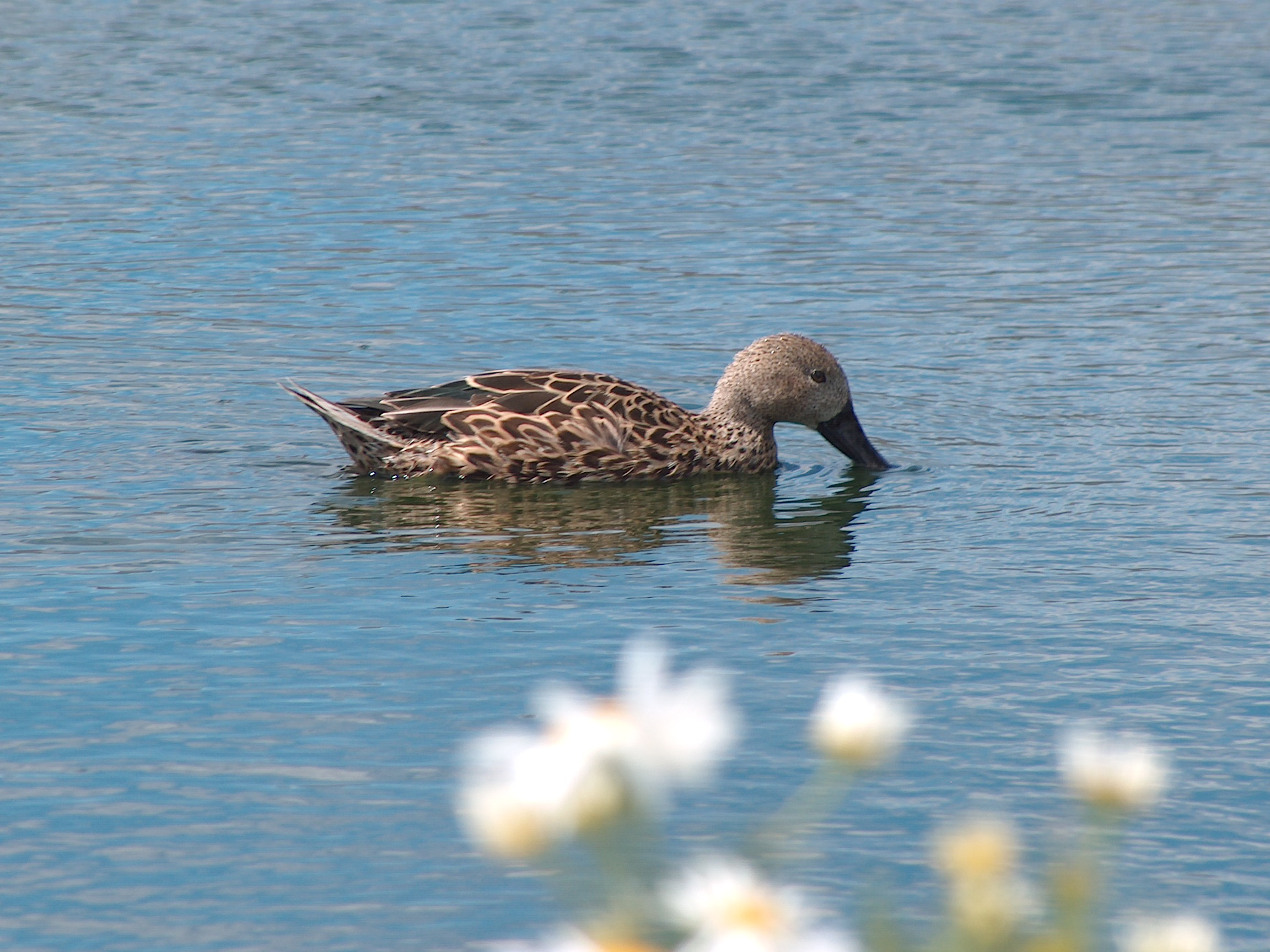
Weibchen der Fuchslöffelente (Spatula platalea)

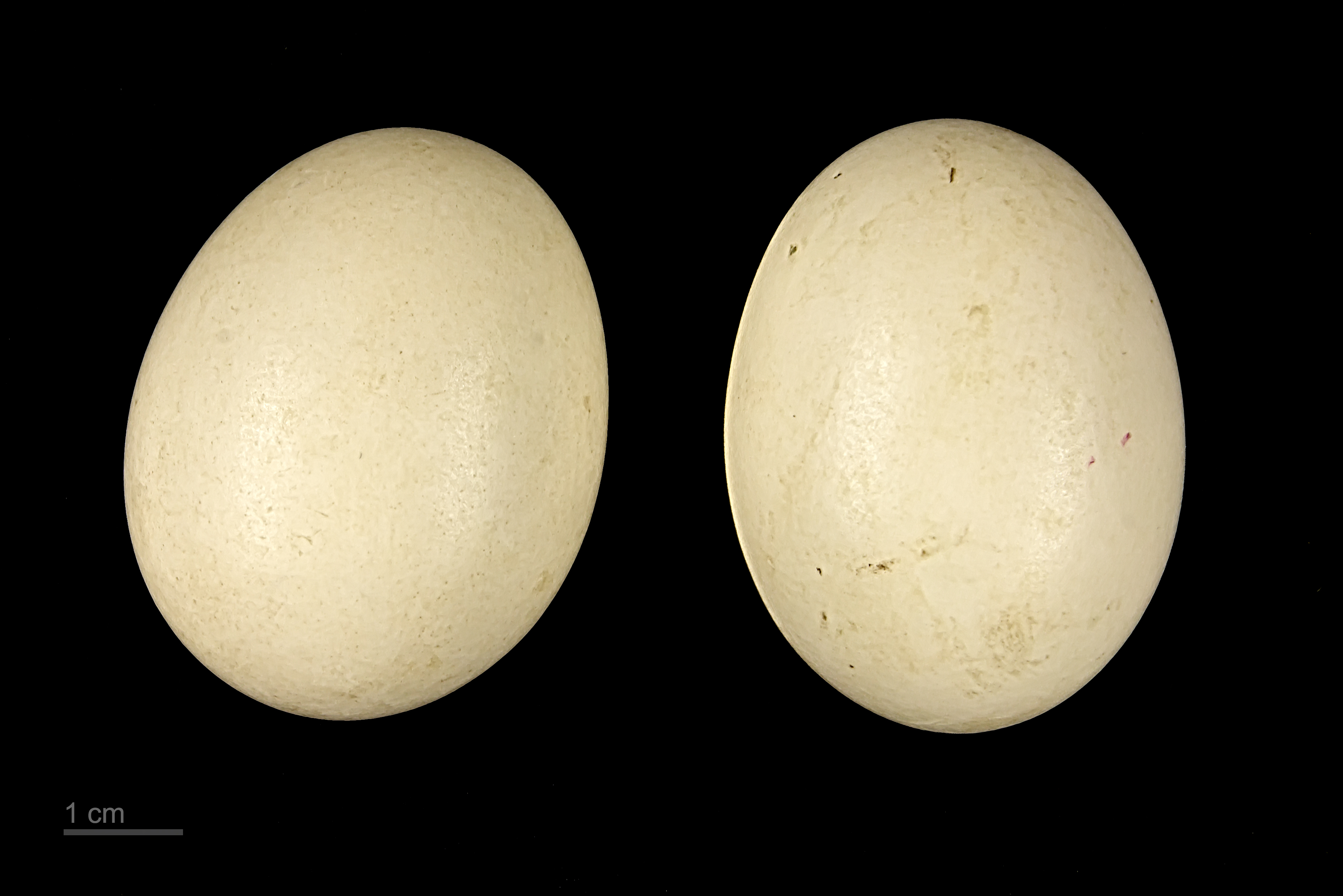
Eier der Fuchslöffelente

Die Fuchslöffelente (Spatula platalea, Syn.: Anas platalea), auch Argentinische Löffelente oder Südamerikanische Löffelente genannt, ist eine Art aus der Familie der Entenvögel.

## Systematik
Die Fuchslöffelente ist die kleinste der Löffelenten, zu denen unter anderen die europäische Löffelente, die Halbmond-Löffelente und die Kaplöffelente zählen. Wie diese hat auch die Fuchslöffelente einen löffelartig verbreiterten Schnabel, der sich durch die Anordnung feiner Lamellen zu einem Seihapparat entwickelt hat. Die Fuchslöffelente gilt unter den Löffelenten als Bindeglied zur Zimtente, da sie mit dieser einige Gemeinsamkeiten teilt.

## Erscheinungsbild
Fuchslöffelenten zeigen einen ausgeprägten Geschlechtsdimorphismus. Die Weibchen sind generell von bräunlichgelber Grundfarbe und zeigen auf ihrem Gefieder eine schwarzbraune Zeichnung. Bei den männlichen Vögeln ist dagegen der Kopf und der Hals hellbräunlich bis grau mit einer schwarzen Strichelzeichnung gefärbt. Das Körpergefieder ist in einem rötlichen Braun gehalten, das gleichmäßig dunkelbraun gesprenkelt ist.

## Verbreitungsgebiet

Verbreitungsgebiet der Fuchslöffelente

Die Fuchslöffelente ist auf dem südlichen südamerikanischen Kontinent zu finden; das Verbreitungsgebiet zieht sich von Buenos Aires im Norden bis nach Feuerland im Süden. Mit 8 bis 16 Brutpaaren ist die Fuchslöffelente auch auf den Falklandinseln vertreten und zählt damit zur Avifauna der Subantarktis. Am häufigsten ist sie in den Küstenregionen Argentiniens. Ihr Verbreitungsgebiet ist dabei nahezu identisch mit der Argentinischen Zimtente, einer Unterart der Zimtente.

## Lebensweise
Während der Brutzeit leben die Vögel paarweise an brackigen und süßen Flachgewässern der offenen Landschaft. Die Nester werden in Gewässernähe auf trockenem Grund gebaut. Die Vögel brüten in der Zeit von September bis November. Das Gelege umfasst sechs bis acht cremefarbene bis grünlich gefärbte Eier. Nach 25 Tagen schlüpfen die Küken, die ihre Geschlechtsreife gegen Ende des ersten Lebensjahres erreichen. Es liegen nicht sehr viele Freilandbeobachtungen über diese Art vor, es wird aber vermutet, dass der Erpel an der Kükenführung beteiligt ist.
Die Nahrung wird seihend aus dem Wasser aufgenommen und besteht aus Wasserpflanzenteilen sowie aus Kleinlebewesen und Algen. Der Anteil tierischer Proteine in der Nahrung überwiegt.

## Etymologie und Forschungsgeschichte
Die Erstbeschreibung der Fuchslöffelente erfolgte 1816 durch Louis Pierre Vieillot unter dem Namen Anas platalea. Vieillot bezog sich auf den Trivialnamen Pato del pato espátula den Félix de Azara 1805 in seinem Werk Apuntamientos para la historia natural de los páxaros del Paragüay y Rio de la Plata verwendete. Als Verbreitungsgebiet gab er Paraguay und Buenos Aires an. 1822 führte Friedrich Boie die für die Wissenschaft neue Gattung Spatula für die Zimtente ein. Dieser Begriff hat seinen Ursprung in σπαθη spathē bzw. lateinisch spatula, spatha ‚Löffel, Spatel‘. Der Artname platalea bedeutet lateinisch platalea ‚Löffler‘. Alfred Laubmann sah in seinem Werk Die Vögel von Paraguay für das Land nur einen Nachweis in der Literatur für Fortin Donovan am Río Pilcomayo durch John Graham Kerr. Ihm selbst lag kein Balg zur Analyse vor.

## Haltung als Ziergeflügel
Fuchslöffelenten wurden erstmals im Jahre 1932 nach Europa importiert und bereits 1934 erstmals nachgezüchtet. Nach Ende des Zweiten Weltkriegs war es vor allem der britische Wildfowl Trust, der erfolgreich diese Entenart nachzüchtete. Seit den 1960er Jahren wird diese Art sowohl von Privatzüchtern als auch von Zoos vermehrt gehalten. Dabei kann es zur Hybridisierung mit anderen Löffelentenarten kommen, wenn diese in einem Gehege gehalten werden.

## Belege

### Einzelbelege
1. ↑  Wood, S. 98.
2. ↑  Félix de Azara (1805), S. 427–434.
3. ↑  Louis Pierre Vieillot (1816), S. 157.
4. ↑  Friedrich Boie (1822), S. 564.
5. ↑  Spatula The Key to Scientific Names Edited by James A. Jobling
6. ↑  platalea The Key to Scientific Names Edited by James A. Jobling
7. ↑  John Graham Kerr (1898), S. 146.
8. ↑  Alfred Laubmann (1939), S. 70.